# 反橋宗一郎
反橋 宗一郎（そりはし そういちろう、1987年9月18日 - ）は、日本の俳優・タレント・声優。

## 略歴
ユニット活動や舞台出演など様々な活動、下積みを経て、2010年〜テレビ東京 オーディション番組スター姫さがし太郎にて圧倒的な歌唱力を披露し、吉本興業プロデュース、歌って踊ってお笑いもする16人組ユニットL.A.F.U.のメインボーカル&センターとして2011年4月にデビューをする。2012年、コーエーテクモゲームス専属のユニット・アンフィニのメンバーとしてゲームの主題歌、声優、イベントアシスタントなどの活動もはじめる。
2016年9月にL.A.F.U.は解散となり、主に舞台をメインに活動している。
2020年8月末日、舞台真・三國無双の出演を最後に9年間所属していたよしもとクリエイティブ・エージェンシーを退所し、今後はフリーランスで活動していくことを発表した。
身長171cm。血液型はO型。趣味は釣り、料理、ペット。特技は歌、ダンス、剣道、怪談。
ボランティア活動で訪れた南三陸町への復興支援を定期的に続け、2021年コロナ禍の被害を受ける南三陸の力になりたいと、南三陸町でバッグを製造しているアストロテックに自らデザイン・監修を務めた復興支援マスクを提案し、実現。売上は1600枚を超え、チャリティーマスク（架け橋マスク）の原価がアストロテックへの支援金に当てられ、残り全額を2023年3月9南三陸町・佐藤仁町⻑に直接届けた。南三陸に寄付し、表彰状を受け取る。

## 出演

### 舞台
- デッド・エクイティ・スワップ（2009年） - ショウヘイ 役
- 美童浪漫大活劇『八犬伝』（2010年） - 犬村大角 役
- 誠〜飛び出せ新撰組（2012年） - 斎藤一 役
- ウォルター・ミティ・にさよなら（2013年） - スーパーマンタ 役
- 喋々喃々（2013年） - 主演
- 屋上ワンダーランド（2013年）
- ガールズロケッティア（2013年）
- abc★赤坂ボーイズキャバレー 表 FINAL! 最後の放電! 〜自分に喝を入れて勝つ!〜（2013年） - 堂園忠明（オデロン） 役
- アルプス一万尺 vol.1（2013年）
- L.A.F.Utheatrical performance vol.1（2014年）
- ミュージカル 愛の唄を歌おう（演出:宮本亜門、2014年）
- L.A.F.Utheatrical performance vol.2 宇宙ボーイズ漂流記（2014年）
- イツワレー!（2014年）
- クローゼットZERO（2014年）
- アルプス一万尺vol.2（2014年）
- 遙かなる時空の中で5（2014年）
- アガルタの虹（2015年）
- 新海誠原作 朗読劇「ほしのこえ」（2015年）
- 戦国無双（2015年） - 浅井長政 役
- アガルタの花 （2015年）
- エル・サボタージュ（2015年）
- 音楽劇 金色のコルダ Blue♪Sky First Stage（2015年） - 江波紫音 役
- 神保町特別公演 主人公は誰?（2015年） - 出演、演出
- 遙かなる時空の中で6 - 反沢記者 役
- ミュージカル『忍たま乱太郎』第7弾 〜水軍砦三つ巴の戦い!〜（2016年） - 善法寺伊作 役
  - ミュージカル『忍たま乱太郎』第7弾再演 〜水軍砦三つ巴の戦い!〜（2016年） - 善法寺伊作 役[6]
  - ミュージカル忍たま乱太郎第九弾〜夢のまた夢〜（2018年）-善法寺伊作役[7]
  - ミュージカル忍たま乱太郎第十弾〜これぞ忍者の大運動会だ！〜（2019年） - 主演・善法寺伊作役[8]
  - ミュージカル忍たま乱太郎第11弾〜忍たま 恐怖のきもだめし〜（初演2020年 / 再演2021年） - 善法寺伊作役[9][10]
  - ミュージカル忍たま乱太郎第12弾〜まさかの共闘！？ 大作戦！！〜（初演2021年 / 再演2022年） - 善法寺伊作役[11]
  - ミュージカル忍たま乱太郎第13弾〜ようこそ！忍たま文化祭！〜（2023年）- 善法寺伊作役
  - ミュージカル忍たま乱太郎第13弾〜忍術学園 学園祭2023〜（2023年） - 善法寺伊作 役[12]
  - ミュージカル忍たま乱太郎第14弾　五年生！対六年生！～お宝を探し出せ！！～（2024年）- 善法寺伊作役
  - ミュージカル忍たま乱太郎第15弾 走れ四年生! 戦え六年生! 〜閻魔岳を駆け抜けろ〜（2025年） - 善法寺伊作役[13]
- アンジェラ（2016年） - カルダン役
- RANPO chronicle 蜃気楼忌憚（2016年） - 主演
- ベニバラ兎団 vol.19『平安シャングリラ! 〜いいな極楽、鳴くな鶯、宮中烈伝〜（2016年） - 秋方 / 帝 役
- 朗読劇 雲は湧き、光あふれて（2016年）
- グラファーvol.2（2016年） - 伊手美 役
- 大きな虹のあとで〜不動四兄弟〜（2016年） - 不動大地 役
- 「今日からマ王!」〜魔王暴走編〜（2016年） - 村田健 役
- バグバスターズ（2016年） - 青柳茂樹 役
  - バグバスターズ2（2017年）
  - バグバスターズ3（2017年）
  - バグバスターズーStage BLUE―（2018年3月）- 主演
- PREMIUM 3D MUSICAL『英雄伝説 閃の軌跡』（2017年） - パトリック・T・ハイアームズ 役
- 真・三國無双（2017年2月11日 - 19日、全労済ホールスペース・ゼロ）- 楽進 役
  - 真・三國無双 官渡の戦い（2018年4月26日 - 5月1日、全労済ホールスペース・ゼロ / 5月5日 - 6日、サンケイホールブリーゼ）- 楽進 役
  - 真・三國無双 赤壁の戦い（2019年2月7日 - 17日、シアター1010）- 楽進 役[14]
- ミュージカル「さよならソルシエ」（2017年） - アンリ・ド・トゥールーズ・ロートレック 役
- ブラックダイス（2017年） - 黒川 役
- 幻想奇譚 白蛇伝（2017年） - 王琳 役
- 朗読劇「陰陽師 藤、恋せば 篇」（2017年）
- 超体感ステージ キャプテン翼（2017年） - 松山光 役
- 「ハンサム落語」第9弾（2017年）
  - 「ハンサム落語 第十幕」（2018年11月6日 - 13日、CBGKシブゲキ!!/11月16日 - 18日、大阪 シアター朝日）[15]
  - ハンサム落語ザ・リモート（2020年6月5日、ニコニコ生放送）[16]
- 2.5次元ダンスライブ 「ツキウタ。」ステージ 第4幕 LunaticParty（2017年） - 中井さん 役
  - 2.5次元ダンスライブ「ツキウタ。」ステージ 第7幕 CYBER-DIVE-CONNECTION（2018年） - 中井さん 役
- 熱帯男子（2018年） - 八雲役
- かくりよの宿飯（2018年） - 暁 役[17]
- トランジット・コメディアンズ （2018年） [18]
- 逆転裁判 -逆転のGOLD MEDAL-（2019年1月16日 - 21日、シアター1010） - 矢張政志 役[19]
- ミュージカル『スタミュ』-3rdシーズン-（2019年） - 月皇海斗 役
- ベストオブ・オフブロードウェイミュージカル「ALTAR BOYZ 2019」（2019年3月20日』- 4月7日、新宿FACE） - アブラハム役[20]
- 音楽劇「Zip&Candy」 （2019年7月4日 - 7月14日、俳優座劇場） - ジアース 役[21]
- 舞台「Get Back!!」（2019年9月25日、俳優座劇場） - 日替わりゲスト
- 舞台「BIRTHDAY」（2019年11月27日 - 12月1日、こくみん共済 coop ホール / スペース・ゼロ）[22]
- 劇団東少創立70周年記念公演 ミュージカル「孫悟空」（2019年12月21日 - 12月24日、三越劇場） - 牛魔王 役[23]
- 舞台「タイムトラブルバルコニー」（2020年1月31日 - 2月9日、シアターサンモール） - 葛西輝 役[24]
- 舞台「剣が君-残桜の舞-」（2020年7月8日 - 12日、シアター1010） - 螢 役[25]
  - 「剣が君-残桜の舞-」再演 （2021年6月2日 - 6日） - 螢 役[26]
- 「真・三國無双」20周年記念公演「舞台 真・三國無双 ～赤壁の戦い IF～」（2020年8月20日 - 24日、日本青年館ホール） - 楽進 役[27]
- ミュージカル「DREAM!ing」（2020年12月24日 - 27日、IMPホール / 2021年1月8日 - 17日、大手町三井ホール） - 針宮藤次 役[28]
  - ミュージカル「DREAM!ing〜Rainy Days〜」（2022年7月、品川プリンスホテル ステラボール） - 針宮藤次 役[29]
- 「しゃばけ」シリーズPresents シャイニングモンスター〜ばくのふだ〜（2021年3月13日 - 21日、CBGKシブゲキ!!） - 屏風のぞき 役
- Zoo-Z the STAGE -コンクリート・ジャングル-[30]（2021年7月7日 - 11日、シアターGロッソ） - 山田一鉄 役
- ミュージカル「♯チャミ」（2021年9月10日 - 21日、自由劇場） - キム・コデ 役[31]（ダブルキャスト：9月9日の回には出演せず）
- マウストラップ～ねずみとり～（2022年1月12日 - 23日、俳優座劇場） - トロッター刑事 役[32]
- 舞台『無人島に生きる十六人』（2022年4月15日 - 24日、こくみん共済 coop ホール / スペース・ゼロ）- 榊原作太郎 役[33]
- ワーキング・ステージ「ビジネスライクプレイ2」（ 2022年6月3日 - 12日、新宿FACE）- 鳥居圭吾 役[34]
- 舞台「ドロシー」（2022年8月31日 - 9月9日、草月ホール） - ブリキ 役 [35]
- 音楽劇「ジェイド・バイン」（2022年11月17日 - 11月23日、シアター1010） - オリヴァー・バスキントン 役[36]
- 舞台「文豪とアルケミスト 戯作者ノ奏鳴曲（ソナタ）」 （2023年2月17日 - 2月26日、ステラボール/3月3日 - 3月5日、森ノ宮ピロティホール） - 徳永直 役[37]
- 東京マハロ『母も宇宙もフェミニストも』 （2023年5月3日 - 5月14日、新宿シアタートップス）[38]
- 狂音文奏楽 ｢文豪メランコリー｣ （2023年6月29日 - 7月9日、六行会ホール） - 太宰治 役[39]
  - 狂音文奏楽「文豪メランコリー:Re」（2024年6月26日 - 30日、博品館劇場）[40]
- 舞台「アキバ冥途戦争 ～浪速喰い倒れ狂騒曲～」（2023年9月6日 - 10日、博品館劇場） - 取り立て屋 役[41]
- 舞台「僕らが鎌倉に来たのは、ただしらす丼を食べるため」（2024年1月24日 - 28日、ザ・ポケット）[42]
- ミュージカル「DREAM!ing〜FUN!:C'est la vie〜」（2024年3月23日 - 30日、品川プリンスホテル ステラボール）- 針宮藤次 役[43]
- 舞台「忍たま乱太郎」〜はじめまして！三年生、全員集合の段〜（2024年8月1日 - 9日、草月ホール） - 善法寺伊作 役[44]
- ミュージカル「DREAM!ing～White Maze～」（2024年12月、飛行船シアター） - 針宮藤次 役[45]
  - ミュージカル「DREAM!ing〜After Party〜」（2025年8月9日、ニッショーホール）[46]
- 舞台「9 R.I.P.」（2025年3月12日 - 16日、こくみん共済 coop ホール/スペース・ゼロ） - 狐春 役[47]
- 噺家噺（2025年4月2日 - 6日、CBGKシブゲキ!!） - 佐平次 役[48]
- 舞台「全員犯人、だけど被害者、しかも探偵」（2025年4月23日 - 29日、博品館劇場） - 林宗太郎 役[49]
- 舞台「REAL AKIBA BOYZ〜Over The Future!〜」（2025年9月20日 - 28日〈予定〉、こくみん共済 coop ホール / スペース・ゼロ） - 鵜澤 役[50]

### ゲーム
- 100万人の金色のコルダ（2012年） - 丹羽淳也 役
- 下天の華（2013年） - ルイス・デ・アルメイダ 役
- 金色のコルダ3 AnotherSky feat.神南（2014年） - 反町圭護 役
- 金色のコルダ3 AnotherSky feat.至誠館（2014年） - 反町圭護 役
- 金色のコルダ3 AnotherSky feat.天音学園（2014年） - 反町圭護 役
- 下天の華 夢灯り（2014年） - ルイス・デ・アルメイダ 役
- 遙かなる時空の中で6（2015年） - 反沢記者 役

### テレビ
- スター姫さがし太郎（2010年 - 2011年、テレビ東京）
- 秋のスペシャルウィーク ココロ動く!テレビ～『テレビ』じゃできない夢の10日間～（2012年、BSスカパー!）
- 妄想の王子様（2014年）
- 爆笑そっくりものまね紅白歌合戦（フジテレビ） - ものまねBIGBANG/ものまねEXILE/ものまね三代目 J Soul Brothersとして複数回出演
- 『釣り猿』（2019年5月6日 - 、ホームドラマチャンネル）
- 釣りびと万歳（NHKBSプレミアム）「タチウオテンヤでドラゴンを狙え! 〜反橋宗一郎 神奈川・横須賀〜」（2021年10月3日）、「海の赤鬼 オニカサゴを退治! 〜反橋宗一郎 静岡・沼津〜」（2023年2月26日）
- 聖徳太子のレストラン（2022年7月 - 9月、CBCテレビ） - 沢田章夫 役[51]
- マーダーミステリーShowcase〜5人の証言〜『あの子は乙女の夢から覚めて』（2024年12月8日〈予定〉、日テレプラス） - 翠 役[52]

### インターネット
- 釣り好き役者のガチ釣りバラエティ「釣り猿」（2019年11月17日 - 、youtube）

### その他
- LOVE PSYCHEDELICO武道館コンサート（2007年） - コーラス